# Tandzaad
Tandzaad (Bidens) is een geslacht uit de composietenfamilie (Asteraceae). De soorten kennen een kosmopolitische verspreiding.
In het zuidwesten van de Verenigde Staten is  Bidens laevis oftewel "Beggar tick" een bekende herfstbloem.
Tandzaad ontleent zijn naam aan de tandjes (pappusnaalden) die aan het nootje ('zaad') zitten, waarmee het aan langslopende dieren of mensen kan blijven haken en zodoende verspreid wordt.
In Nederland en België komen de volgende soorten voor:
- Knikkend tandzaad (Bidens cernua)
- Riviertandzaad (Bidens radiata)
- Smal tandzaad (Bidens connata)
- Veerdelig tandzaad (Bidens tripartita)
- Zwart tandzaad (Bidens frondosa)

## Soorten
- Bidens acrifolia Sherff
- Bidens acuticaulis Sherff
- Bidens aequisquama (Fernald) Sherff
- Bidens alba (L.) DC.
- Bidens amplectens Sherff
- Bidens amplissima Greene
- Bidens andicola Kunth
- Bidens andongensis Hiern
- Bidens andrei Sherff
- Bidens angustissima Kunth
- Bidens anthemoides Sherff
- Bidens anthriscoides DC.
- Bidens aoraiensis M.L.Grant
- Bidens arenicola Sherff
- Bidens aristosa (Michx.) Britton
- Bidens asperata (Hutch. & Dalziel) Sherff
- Bidens asymmetrica Sherff
- Bidens aurea (Aiton) Sherff
- Bidens balsana Melchert
- Bidens barteri (Oliv. & Hiern) T.G.J.Rayner
- Bidens baumii Sherff
- Bidens beckiana (F.Br.) Sherff
- Bidens beckii Torr. ex Spreng.
- Bidens bicolor Greenm.
- Bidens bidentoides (Nutt.) Britton
- Bidens bigelovii A.Gray
- Bidens bipinnata L.
- Bidens bipontina Sherff
- Bidens biternata (Lour.) Merr. & Sherff
- Bidens blakei (Sherff) Melchert
- Bidens borianiana (Schweinf.) Cufod.
- Bidens brandegeei Sherff
- Bidens brasiliensis Sherff
- Bidens buchneri Sherff
- Bidens burundiensis M.Tadesse
- Bidens cabopulmensis León de la Luz & B.L.Turner
- Bidens campanulata Bringel & T.B.Cavalc.
- Bidens camporum (Hutch.) Mesfin
- Bidens campylotheca Sch.Bip.
- Bidens carinata Cuf. ex Mesfin
- Bidens cernua L. - Knikkend tandzaad
- Bidens cervicata Sherff
- Bidens chiapensis Brandegee
- Bidens chippii (M.B.Moss) Mesfin
- Bidens chodatii Hassl.
- Bidens chrysanthemifolia (Kunth) Sherff
- Bidens cinerea Sherff
- Bidens clarendonensis Britton
- Bidens clavata Ballard
- Bidens colimana Melchert
- Bidens conjuncta Sherff
- Bidens connata Muhl. ex Willd. - Smal tandzaad
- Bidens cordifolia Sch.Bip.
- Bidens cordylocarpa (A.Gray) D.J.Crawford
- Bidens cornuta Sherff
- Bidens cosmoides Sherff
- Bidens crocea Welw. ex O.Hoffm.
- Bidens cronquistii (Sherff) Melchert
- Bidens cynapiifolia Kunth
- Bidens deltoidea J.W.Moore
- Bidens discoidea Britton
- Bidens diversa Sherff
- Bidens domingensis O.E.Schulz
- Bidens eatonii Fernald
- Bidens edentula G.M.Barroso
- Bidens ekmanii O.E.Schulz ex Urb.
- Bidens elgonensis (Sherff) Agnew
- Bidens elliotii Sherff
- Bidens engleri O.E.Schulz
- Bidens esmartinezii Villaseñor
- Bidens evapelliana W.L.Wagner, J.R.Clark & Lorence
- Bidens exigua Sherff
- Bidens fischeri (O.Hoffm.) Sherff
- Bidens fistulosa Sch.Bip. ex Baker
- Bidens flabellata O.Hoffm.
- Bidens flagellaris Baker
- Bidens flagellata (Sherff) Mesfin
- Bidens forbesii Sherff
- Bidens frondosa L. - Zwart tandzaad
- Bidens gardneri Baker
- Bidens gentryi Sherff
- Bidens ghedoensis Mesfin
- Bidens glandulifera M.L.Grant
- Bidens goiana B.L.Turner
- Bidens gracillima Sherff
- Bidens grantii Sherff
- Bidens graveolens Mart.
- Bidens gypsophila Miranda
- Bidens hassleriana (Chodat) A.A.Sáenz
- Bidens hawaiensis A.Gray
- Bidens hendersonensis Sherff
- Bidens henryi Sherff
- Bidens herzogii (Sherff) D.J.N.Hind
- Bidens heterodoxa Fernald & H.St.John
- Bidens heterosperma A.Gray
- Bidens hildebrandtii O.Hoffm.
- Bidens hillebrandiana (Drake) O.Deg. ex Sherff
- Bidens hintonii (Sherff) Melchert
- Bidens holstii Sherff
- Bidens holwayi Sherff & S.F.Blake
- Bidens hyperborea Greene
- Bidens insolita Sherff
- Bidens isostigmatoides Sherff
- Bidens kamerunensis Sherff
- Bidens kamtschatica Vassilcz.
- Bidens kilimandscharica (O.Hoffm.) Sherff
- Bidens kirkii Sherff
- Bidens laevis (L.) Britton, Sterns & Poggenb.
- Bidens lantanoides A.Gray
- Bidens lejolyana Lisowski
- Bidens lemmonii A.Gray
- Bidens leptocephala Sherff
- Bidens leptophylla C.H.An
- Bidens lineariloba Oliv.
- Bidens longistyla C.R.Hart
- Bidens macrocarpa Sherff
- Bidens macroptera (Sch.Bip. ex Chiov.) Mesfin
- Bidens magnifolia Sherff
- Bidens malawiensis Mesfin
- Bidens mandonii (Sherff) Cabrera
- Bidens mannii T.G.J.Rayner
- Bidens mathewsii Sherff
- Bidens mauiensis Sherff
- Bidens maximowicziana Oett.
- Bidens melchertii B.L.Turner
- Bidens menziesii Sherff
- Bidens mesfinii Anderb.
- Bidens mexicana Sherff
- Bidens meyeri V.A.Funk & K.R.Wood
- Bidens micrantha Gaudich.
- Bidens microcephala W.L.Wagner, J.R.Clark & Lorence
- Bidens microphylla Sherff
- Bidens minensis Sherff
- Bidens mitis Sherff
- Bidens mollifolia Sherff
- Bidens molokaiensis Sherff
- Bidens monticola Poepp. & Endl.
- Bidens mooreensis M.L.Grant
- Bidens moorei Sherff
- Bidens nana M.O.Dillon
- Bidens negriana (Sherff) Cufod.
- Bidens nobilioides Sherff
- Bidens nudata Brandegee
- Bidens oaxacana Melchert
- Bidens oblonga (Sherff) Wild
- Bidens occidentalis (Hutch. & Dalziel) Mesfin
- Bidens ocellata (Greenm.) Melchert
- Bidens ochracea Sherff
- Bidens odora (Sherff) T.G.J.Rayner
- Bidens oerstediana Sherff
- Bidens oligantha Brandegee
- Bidens oligoflora (Klatt) Wild
- Bidens orofenensis M.L.Grant
- Bidens ostruthioides (DC.) Sch.Bip.
- Bidens pachyloma (Oliv. & Hiern) Cufod.
- Bidens paniculata  Hook. & Arn.
- Bidens parviflora Willd.
- Bidens pilosa L.
- Bidens pinnatipartita (O.Hoffm.) Wild
- Bidens polycephala Sch.Bip.
- Bidens polylepis S.F.Blake
- Bidens populifolia Sherff
- Bidens prestinaria (Sch.Bip.) Cufod.
- Bidens pringlei Greenm.
- Bidens pseudalausensis Sherff
- Bidens pseudocosmos Sherff
- Bidens radiata Thuill. - Riviertandzaad
- Bidens raiateensis J.W.Moore
- Bidens reptans G.Don
- Bidens riedelii Baker
- Bidens riparia Kunth
- Bidens rosemaniana B.L.Turner & Melchert
- Bidens rostrata Melchert
- Bidens rubicundula Sherff
- Bidens rubifolia Kunth
- Bidens rueppellii (Sch.Bip.) Sherff
- Bidens ruyigiensis T.G.J.Rayner
- Bidens saint-johniana Sherff
- Bidens saltillensis Melchert
- Bidens sambucifolia Cav.
- Bidens sandvicensis Less.
- Bidens schaffneri (A.Gray) Sherff
- Bidens schimperi Sch.Bip. ex Walp.
- Bidens segetum Mart. ex Colla
- Bidens serboana B.L.Turner
- Bidens serrulata (Poir.) Desf.
- Bidens setigera (Sch.Bip.) Sherff
- Bidens sharpii (Sherff) Melchert
- Bidens shrevei Britton
- Bidens sierra-leonensis Mesfin
- Bidens simplicifolia C.H.Wright
- Bidens societatis J.W.Moore
- Bidens socorrensis Moran & G.A.Levin
- Bidens somaliensis Sherff
- Bidens steppia Sherff
- Bidens steyermarkii Sherff
- Bidens subalternans DC.
- Bidens subspiralis McVaugh
- Bidens taylorii Sherff
- Bidens tenera O.E.Schulz
- Bidens tenuisecta A.Gray
- Bidens ternata (Chiov.) Sherff
- Bidens tetraspinosa Majeed Kak & Javeid
- Bidens torta Sherff
- Bidens trelawniensis Proctor
- Bidens trichosperma (Michx.) Britton
- Bidens tripartita L. - Veerdelig tandzaad
- Bidens triplinervia Kunth
- Bidens uapensis (F.Br.) Sherff
- Bidens ugandensis Sherff
- Bidens urceolata De Wild.
- Bidens urophylla Sherff
- Bidens valida Sherff
- Bidens vulgata Greene
- Bidens whytei Sherff
- Bidens wichmanii W.L.Wagner, J.R.Clark & Lorence
- Bidens wiebkei Sherff
- Bidens woodii W.L.Wagner, J.R.Clark & Lorence
- Bidens xanti (A.Gray) B.L.Turner
- Bidens zairensis Lisowski
- Bidens zavattarii Cufod.

## Hybriden
- Bidens × garumnae Jeanj. & Debray
- Bidens × multiceps Fassett
- Bidens × polakii Velen.